# Santiago Toledo
Santiago Jesús Toledo Jiménez (Las Palmas de Gran Canaria, 18 ottobre 1972) è un ex cestista spagnolo.

## Biografia
È stato sposato con la pallavolista italiana Maurizia Cacciatori. È lo zio del cestista Santi Aldama.